# Jean Jacques Basilien Gassendi
Pour les articles homonymes, voir Gassendi (homonymie).
Jean Jacques Basilien Gassendi, comte, né à Champtercier le 18 décembre 1748, mort à Nuits-Saint-Georges le 14 décembre 1828, est un général de division et un parlementaire sous la Révolution, le Premier Empire et la Restauration.

## Famille
Il est le frère de Jean Gaspard Gassendi, qui est député du clergé aux états généraux de 1789 et membre du corps législatif.
Il est également un petit-neveu du mathématicien Pierre Gassendi.
Il achète en 1806 le château de Collonges-lès-Bévy, situé à proximité de Nuits-Saint-Georges, sa femme Reine Soucelyer (native de Nuits) s'en occupe jusqu'à la seconde Restauration. 

## Biographie
Il entre comme aspirant au corps royal d'artillerie et est promu capitaine le 3 juin 1779. Au régiment de la Fère, il commande la compagnie où Napoléon Bonaparte sert en qualité de lieutenant.
Chef de bataillon (8 mars 1793 puis général de brigade le 17 mars 1799 (27 ventôse an VII), il est mis à la tête du parc d'artillerie de l'armée de réserve à Dijon.
Il est fait membre de la Légion d'honneur le 19 frimaire an XII (11 décembre 1803) puis commandeur du même ordre le 25 prairial suivant (14 juin 1804).
Inspecteur général d'artillerie le 14 mars 1805 (23 ventose an XIII), général de division en brumaire suivant, il devient conseiller d'état le 18 février 1806 (29 pluviose an XIV), il est créé comte de l'Empire le 9 décembre 1809.
Il est promu alors grand officier de la Légion d'honneur le 30 juin 1811, grand croix de l'ordre de la Réunion le 3 avril 1813.

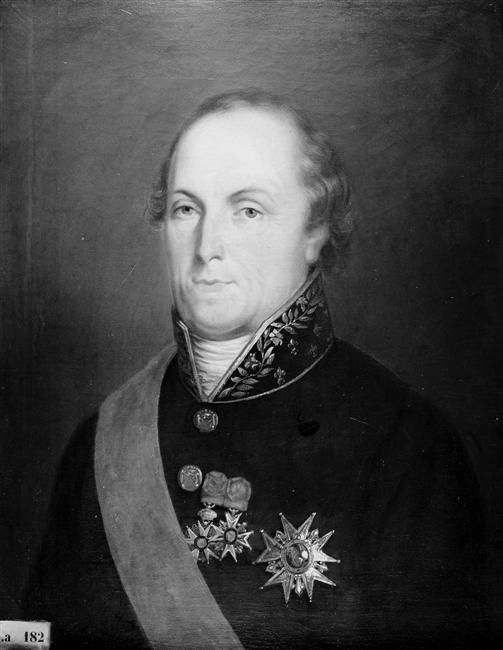
Jean-Jacques-Basilien Gassendi (1748-1828), comte et pair de France, Louis-Édouard Rioult (1790-1855), huile sur toile (1847, copie d'après un portrait anonyme réalisé vers 1814-1815 et conservé par la famille), Musée de l'Armée, Paris.

Il entre au Sénat conservateur le 5 avril 1813.
Il adhère en avril 1814 à la déchéance de l'empereur et est créé pair de France par Louis XVIII le 4 juin 1814.
Aux Cent-Jours, il accepte la même dignité de Napoléon, et au retour des Bourbons lors de la Seconde Restauration, il est donc exclu de la chambre haute.
Le ministre Decazes tente le faire figurer dans la « fournée des Pairs » du 5 mars 1819, mais il refuse d'abord et ne cède finalement qu'aux sollicitations de ses amis, en leur disant « Ou je n'étais pas indigne en 1815, et alors je n'ai point perdu ce titre de pair, ou je suis encore indigne aujourd'hui, et alors je ne puis rentrer dans la Chambre. » Il consent portant à reprendre son siège au Palais du Luxembourg le 21 novembre 1819.
Il meurt à Nuits-Saint-Georges le 14 décembre 1828 et il repose au cimetière de Nuits-Saint-Georges.

## Écrits
- Aide-mémoire à l'usage des officiers d'artillerie de France attachés au service de terre, (1789)
- Mes loisirs, (1820) - recueil de poésies